# Autobahn Changchun-Shenzhen
Die Autobahn Changchun-Shenzhen oder Changshen-Autobahn (chinesisch 长深高速公路, Pinyin Chángshēn gāosù gōnglù, englisch Changshen Expressway), chin. Abk. G25, ist eine Autobahn in China, die von der Stadt Changchun in der nordöstlichen Provinz Jilin zur südchinesischen Metropole Shenzhen in Guangdong verläuft. Die Autobahn wird nach Fertigstellung eine Länge von 3.585 km erreichen.